# Listă de tardigrade din România

## Clasa Eutardigrada

### Ordinul Parachela

#### Familia Calohypsibiidae
- Calohypsibius ornatus (Richters 1900)

#### Hypsibiidae
- Astatumen bartosi (Weglarska, 1959)
- Astatumen trinacriae (Arcidiacono, 1962)
- Diphascon (Adropion) clavatum (Bartos 1935)
- Diphascon (Adropion) scoticum (J. Murray 1905)
- Diphascon (Diphascon) alpinum (J. Murray 1906)
- Diphascon (Diphascon) brevipes (Marcus 1936)
- Diphascon (Diphascon) oculatum vancouverense (Thulin 1911)
- Diphascon (Diphascon) oculatum (J. Murray 1906)
- Diphascon marcusi (Rudescu 1964)
- Doryphoribius evelinae (Marcus 1928)
- Hypsibius convergens (Urbanowicz 1925)
- Hypsibius hypostomus (Bartos 1935)
- Platicrista angustata (J. Murray 1905)

#### Familia Isohypsibiidae
- Hebesuncus conjungens (Thulin 1911)
- Isohypsibius annulatus minor (Ramazzotti 1945)
- Isohypsibius annulatus (J. Murray 1905)
- Isohypsibius granulifer (Thulin 1928)
- Isohypsibius hadzii (Mihelcic 1938)
- Isohypsibius montanus (Mihelcic 1938)
- Isohypsibius papillifer bulbosus (Marcus 1928)
- Isohypsibius papillifer (J. Murray 1905)

#### Familia Macrobiotidae
- Macrobiotus artipharyngis (Iharos 1940)
- Macrobiotus grandis (Richters 1911)
- Macrobiotus hibernicus (J. Murray 1911)
- Macrobiotus hufelandi (Schultze 1833)
- Macrobiotus islandicus (Richters 1904)
- Macrobiotus ovidii (Bartos 1937)
- Macrobiotus recens (Cuenot 1932)
- Richtersius coronifer (Richters 1903)

### Ordinul Apochela

#### Familia Milnesiidae
- Milnesium asiaticum (Tumanov, 2006)
- Milnesium granulatum (Ramazzotti, 1962)

## Clasa Heterotardigrada

### Ordinul Echiniscoidea

#### Familia Echiniscidae
- Cornechiniscus cornutus (Richters 1907)
- Cornechiniscus lobatus (Ramazzotti 1943)
- Echiniscus blumi (Richters 1903)
- Echiniscus glaber (Bartos 1937)
- Echiniscus granulatus (Doyere 1840)
- Echiniscus laterospinosus (Rudescu 1964)
- Echiniscus melanophthalmus (Bartos 1936)
- Echiniscus menzeli (Heinis 1917)
- Echiniscus rosaliae (Mihelcic 1953)
- Echiniscus simba (Marcus 1928)
- Echiniscus spiniger (Richters 1904)
- Echiniscus storkani (Bartos 1940)
- Echiniscus testudo (Doyere 1840)
- Echiniscus viridissimus (Peterfi 1956)
- Pseudechiniscus conifer (Richters 1904)
- Pseudechiniscus dicrani (Mihelcic 1938)
- Pseudechiniscus novaezeelandiae marinae (Bartos 1934)
- Pseudechiniscus novaezeelandiae (Richters 1908)
- Pseudechiniscus victor (Ehrenberg 1853)
- Testechiniscus spinuloides (J. Murray 1907)
- Testechiniscus spitsbergensis (Scourfield 1897)